# Roberto Micheletti

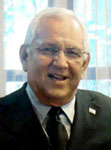
Roberto Micheletti

Roberto Micheletti, född 13 augusti 1943 i El Progreso, Yoro, är en honduransk politiker inom Partido Liberal de Honduras,  och var ledare för landets regering 2009-2010. Till följd av statskuppen 28 juni 2009 där Honduras president Manuel Zelaya bortfördes av militären, blev Roberto Micheletti landets interimspresident från 2009 till 2010. Vid detta tillfälle var Micheletti president i nationalkongressen.
Micheletti blev, strax efter kuppen, vald till vice ordförande i Liberala internationalen där bland annat svenska Folkpartiet och Centerpartiet ingår.